# Орден Нідерландського лева
Орден Нідерландського лева (нід. De Orde van de Nederlandse Leeuw), орден Нідерландів, заснований 29 вересня 1815 року першим королем Нідерландів Віллемом I. До недавнього часу орденом нагороджувались видатні особи усіх шарів суспільства — генерали, міністри, мери крупних міст, професори та видатні вчені, голови судів і високопоставлені державні службовці, але з 1980 року орден використовується для визнання заслуг у галузі мистецтва, спорті й літературі. Орден Нідерландського лева є другою за статусом нагородою Нідерландів після ордену Віллема. Король є Гросмейстером ордена, нагородження як правило здійснюється в офіційний день народження короля 30 квітня.

## Класи
- Лицар Великого хреста — надається членам королівської родини, главам держав, принцам, кардиналам, деяким колишнім прем'єр-міністрам Нідерландів. Носить Знак ордену на стрічці справа і Зірку Ордена на лівому плечі.
- Командор — надається голландцям, які отримали Нобелівську премію, видатним художникам, письменникам і політичним діячам. Носить Знак ордену на ланцюгу та ідентичний нагрудний хрест зліва.
- Лицар — носить Знак ордену на стрічці зліва.

| Планки ордену Нідерландського лева | Планки ордену Нідерландського лева | Планки ордену Нідерландського лева |
| ---------------------------------- | ---------------------------------- | ---------------------------------- |
| Лицар Великого Хреста              | Командор                           | Лицар                              |

## Нагороджені
- Герцог Ангальт-Кетенський Фердинанд Фридрих — засновник Асканії-Нова.

## Знаки розрізнення

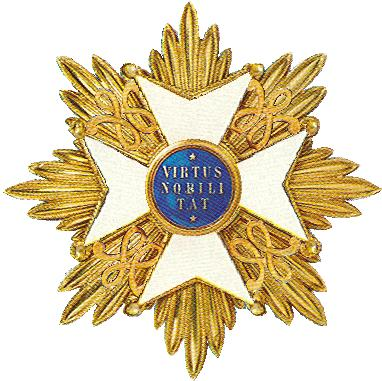
Зірка ордену Нідерландського лева, яку носить лицар Великого хреста

Знак ордену є мальтійським хрестом, вкритим білою емаллю, між променями хреста поміщено монограму короля Віллема I який заснував орден, у центрі хреста коло, вкрите синьою емаллю, з девізом ордена «Virtus Nobilitat» — Гідність Робить Шляхетним. На зворотному боці хреста зображено лева з гербу Нідерландів. Вінчає хрест Королівська корона. Зірка Ордена — хрест ідентичний до Знаку ордена, але без корони, поміщений на позолочену восьмипроменеву зірку з прямими променями. Нагрудний хрест Командора ідентичний до Знаку ордена. Стрічка Ордена синя з неширокими жовтими смугами краями.